# Baillie Gifford
Baillie Gifford & Co er en britisk investeringsforvalter, der ejes af firmaets partnere. Virksomheden er baseret i Edinburgh med kontorer i London og New York City. I 2022 havde de aktiver under forvaltning for 223 mia. £.

## Historie
Baillie & Gifford WS blev etableret i 1907, som et partnerskab mellem Augustus Baillie og Carlyle Gifford. Oprindeligt var det et advokatbureau, men i 1908 skiftede de til investeringer. I 1909 etablerede Baillie & Gifford Straits Mortgage and Trust Company Limited